# Fièvre du caoutchouc
 (novembre 2022).

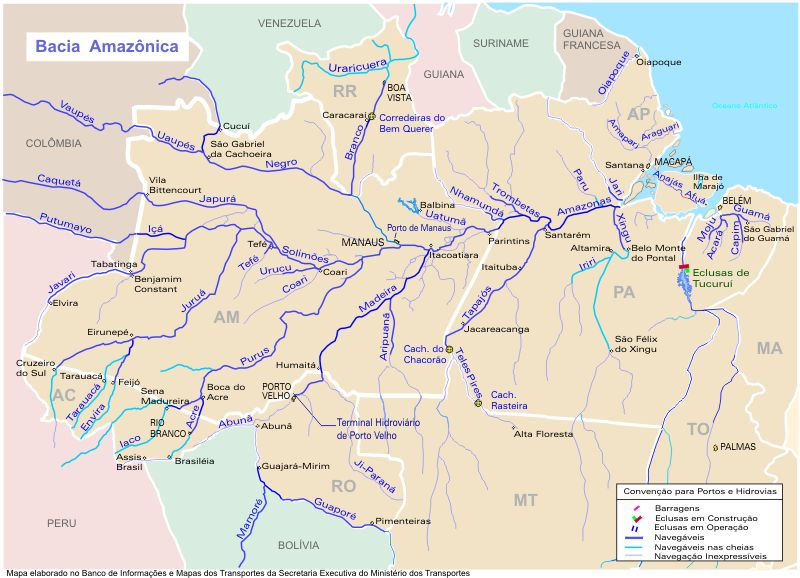
La région de l'Amazone, théâtre de la fièvre du caoutchouc.

La fièvre du caoutchouc (Ciclo da borracha en portugais) est un épisode important de l’histoire économique et sociale des pays ayant des territoires amazoniens, comme le Brésil, la Bolivie, le Pérou, la Colombie et l’Équateur. Cette fièvre, liée à l’extraction et la commercialisation du caoutchouc, eut comme épicentre la région amazonienne, perturbant le processus colonisateur, attirant les richesses et provoquant des transformations culturelles et sociales, en plus de donner une grande impulsion à des villes amazoniennes telles Iquitos au Pérou, Belém do Pará au Brésil et en particulier à la ville brésilienne de Manaus, qui est encore de nos jours la principale ville amazonienne et la capitale de l’État d’Amazonas. La fièvre du caoutchouc connut son apogée entre 1879 et 1912, suivie longtemps après d’une résurrection dans les années 1942-1945.
La découverte de la vulcanisation et de la chambre à air dans les années 1850 donna lieu à une « fièvre extractive du caoutchouc ».

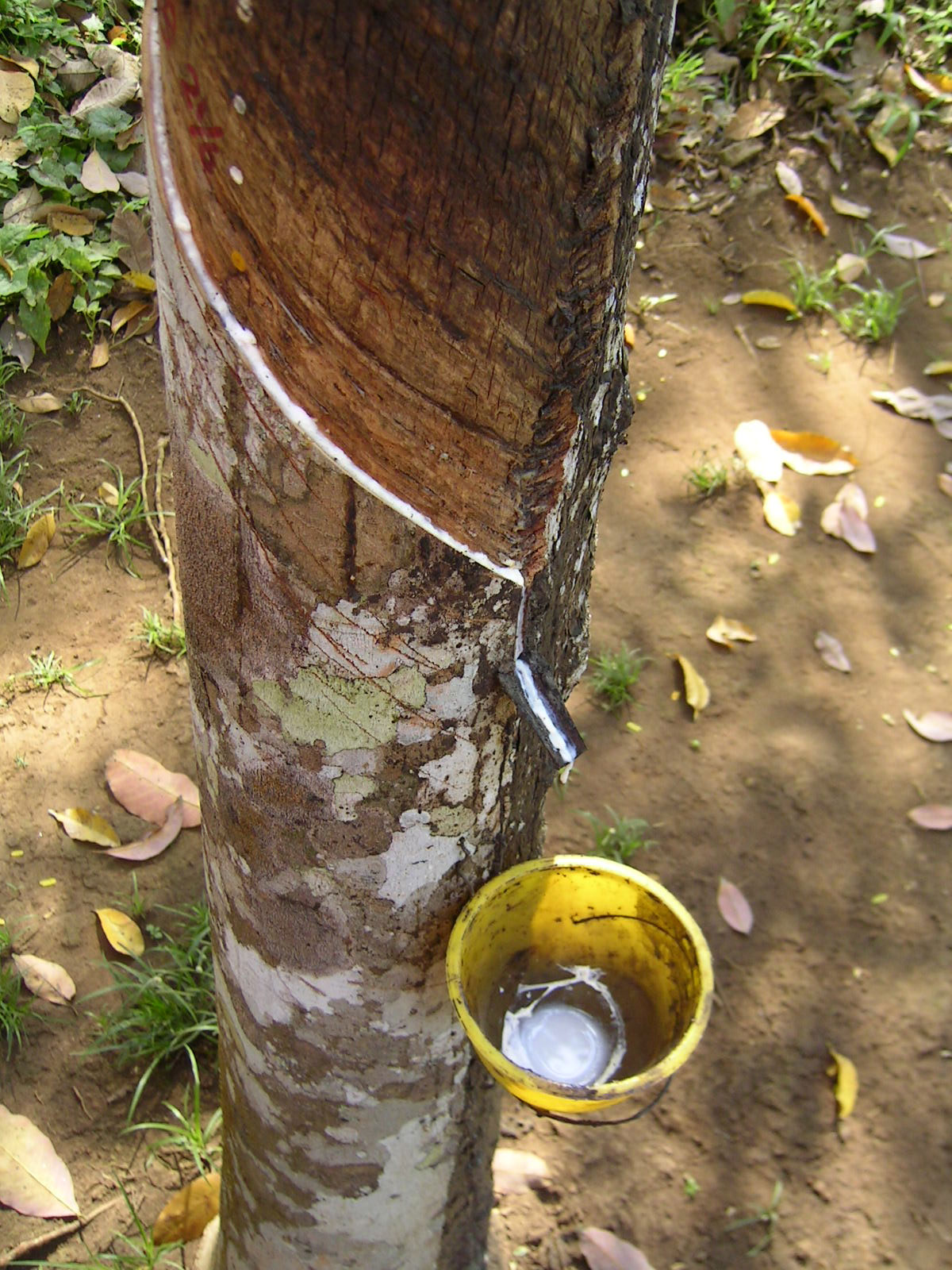
Extraction du latex d’un arbre à caoutchouc ou Seringueira (en portugais).

On appelle caoutchouc le lait ou latex de plusieurs plantes. Il existe toute une variété de gommes, parmi lesquelles l'hévéa, la gutta-percha, la balata et le jebe. Les arbres qui produisent ces substances sont, entre autres, les hévéas, le Palaquium gutta, le guayule, le Ficus elastica et le Castilloa ulei.
La première usine de production de caoutchouc (bandes élastiques et suspensoirs) fut construite à Paris en 1803. Cependant, le caoutchouc présentait encore certains inconvénients : avec l’augmentation de la température ambiante, la gomme base devenait plus molle et collante, et redevenait plus dure et cassante lorsque la température diminuait.
Les Indiens d’Amérique centrale furent les premiers à découvrir et mettre à profit les propriétés particulières du caoutchouc naturel. Entre-temps, c’est dans la forêt amazonienne que se développa l’activité d’extraction du caoutchouc à partir de l'arbre à caoutchouc ou seringueira (en portugais), un arbre de la famille des Euphorbiaceae, connu aussi sous le nom d’arbre de la fortune.
Du tronc de cet arbre, il est extrait un liquide blanc, ou latex, composé de 35% d’hydrocarbures, parmi lesquels se détache le 2-méthylbuta-1,3-diène (C5H8), plus connu sous le nom d’isoprène ou monomère du caoutchouc naturel.
Le latex est une substance pratiquement neutre, au pH compris entre 7,0 et 7,2. Cependant, après une exposition à l’air de 12 à 24 heures, le pH descend à 5,0 et il se produit une coagulation spontanée, formant un polymère qui est le caoutchouc, dont la formule chimique est (C5H8)n, dans laquelle n est de l’ordre de 10 000 et dont la masse moléculaire moyenne est de 600 000 à 950 000 g/mol.
Le caoutchouc obtenu de cette manière présente une série d’inconvénients : l’exposition à l’air entraîne une contamination du liquide extrait par d’autres matières (détritus), ce qui le transforme en une substance périssable et poisseuse sous l’effet de la température. Un processus industriel permet d’éliminer les impuretés, avant l’application du processus de vulcanisation, qui donne comme résultat la disparition des propriétés indésirables du caoutchouc. De cette manière, le caoutchouc devient plus résistant aux solvants et aux variations de température, acquiert d’excellentes propriétés mécaniques et perd son caractère gluant.

## Fièvre du caoutchouc au Brésil

### La première fièvre du caoutchouc au Brésil: 1879-1912
Pendant les quatre premiers siècles et demi après la découverte de l’Amérique, comme personne ne découvrit d’importants gisements d’or ou de minéraux précieux dans l’Amazonie brésilienne, elle resta en état d’isolement, du fait que ni la couronne portugaise ni ultérieurement l’empire brésilien n’eurent d’intérêt à développer des actions gouvernementales dans la région. Dépendant de l’exploitation forestière, l’économie régionale se développa sous forme de cycles ou « fièvres » en fonction de l’intérêt du marché pour les diverses ressources naturelles de la région.

#### Caoutchouc: des gains assurés
Le développement technologique et la révolution industrielle en Europe furent l’élément déclencheur qui fit du caoutchouc naturel, jusqu’alors produit exclusivement amazonien, un produit très demandé qui se valorisa sur le marché mondial engendrant des profits et des dividendes pour quiconque s’aventurait dans ce commerce.
À partir du début de la seconde moitié du XIXe siècle, le caoutchouc commença à exercer une forte attraction sur les entrepreneurs visionnaires. L’activité extractive du latex en Amazonie devint immédiatement une activité très lucrative. Le caoutchouc naturel conquit une position importante dans les industries d’Europe et d’Amérique du Nord, atteignant des prix élevés. Cela déclencha l’arrivée de personnes étrangères au Brésil, qui venaient dans l’intention de connaître le fameux arbre à caoutchouc et les méthodes d’extraction, dans le but de faire du profit par ce nouveau commerce.
L’extraction du caoutchouc est à l'origine de la création des villes de Manaus et Belém et d’autres agglomérations brésiliennes, qui devinrent rapidement des villes grâce à la richesse apportée par le caoutchouc.

#### Le projet de ligne ferroviaire

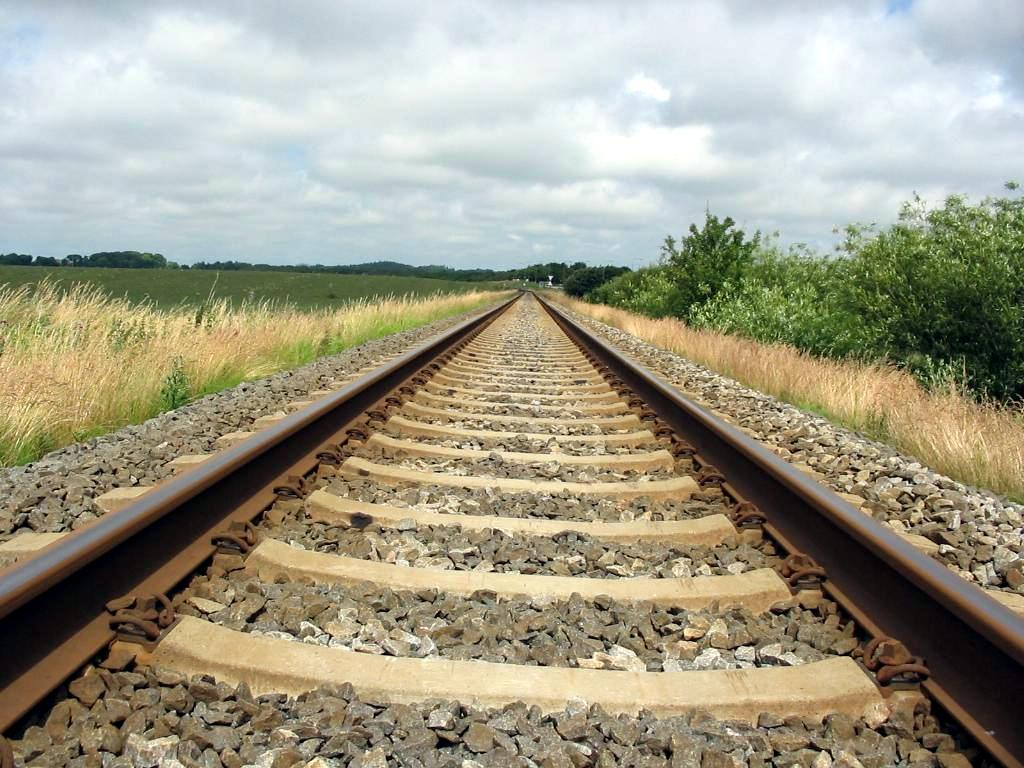
La fièvre du caoutchouc justifia la construction du chemin de fer Madeira-Mamoré.

L’idée de construire un chemin de fer sur les rives des ríos Madeira et Mamoré apparut en Bolivie en 1846. Comme ce pays ne pouvait pas sortir la production de caoutchouc à travers son territoire, il était nécessaire de créer une alternative qui permette d’exporter le caoutchouc par l’océan Atlantique.
L’idée initiale optait pour la voie fluviale, empruntant le río Mamoré en territoire bolivien puis le río Madeira au Brésil. Mais le tracé présentait de grands obstacles naturels : vingt séries de rapides empêchant la navigation. La construction d’une voie ferrée remplaçant par voie de terre le tronçon fluvial problématique fut envisagé.
En 1867, les ingénieurs José et Francisco Keller organisèrent une grande expédition dans la région des rapides du río Madeira, pour trouver une forme plus adaptée de transport du caoutchouc et en même temps le meilleur tracé d’une éventuelle voie ferrée.
Bien que l’idée de la navigation fluviale fut compliquée, en 1869, l’ingénieur américain George Earl Church obtint du gouvernement bolivien la concession pour créer une entreprise afin d’explorer des alternatives pour assurer la navigation entre les rios Mamoré et Madeira. Mais peu de temps après et voyant les difficultés de cette entreprise, Church changea son projet et se focalisa sur la possibilité de construire un chemin de fer.
Les négociations continuèrent et en 1870, Church reçut du gouvernement brésilien le permis de construire une ligne ferroviaire pour contourner les rapides du río Madeira.

#### La question de l’Acre

Territoire de l’État actuel de l’Acre au Brésil.

Mais vers la fin du XIXe siècle, l’extraction démesurée et incontrôlée du caoutchouc finit par provoquer un conflit international. Les travailleurs brésiliens pénétraient toujours plus avant dans les forêts du territoire bolivien, à la recherche de nouveaux arbres à caoutchouc pour en extraire le précieux latex, engendrant des conflits et des accrochages avec les Boliviens, ce qui entraîna les deux pays dans la guerre de l'Acre.
La République brésilienne actuellement appelée « vieille république », récemment proclamée, tirait un profit maximum des richesses venant de la vente du caoutchouc, mais la Questão do Acre (Question de l’Acre, comme étaient désignés les conflits frontaliers pour cause d’extraction du caoutchouc) préoccupait beaucoup.
L’intervention du Barón du Rio Branco et de l’ambassadeur Joaquim Francisco de Assis Brasil (pt), en partie financée par les « magnats du caoutchouc », culmina avec la signature du traité de Petrópolis, menée à terme le 17 novembre 1903 sous le gouvernement du président Rodrigues Alves. Ce traité mit fin au contentieux avec la Bolivie, garantissant le contrôle et la possession par le Brésil des terres et forêts de l’Acre.
Le Brésil obtint la souveraineté définitive sur la région, donnant en échange de terres dans l’État du Mato Grosso, le paiement de deux millions de livres sterling et de l’engagement de construire une ligne ferroviaire reliant le Mamoré et le Madeira et permettant le libre accès des marchandises boliviennes (en premier lieu le caoutchouc), aux ports brésiliens de l’Atlantique (à l’origine « Belém do Pará », à l’embouchure de l’Amazone).
En raison de cet épisode historique, la capitale de l’Acre reçut le nom de « Rio Branco » et deux municipalités le nom des deux plus importantes personnalités : « Assis Brasil » et « Plácido de Castro ».

##### La question de l’Acre du point de vue péruvien
Le territoire péruvien s’étendait jusqu’au rio Madeira au Brésil. Cependant, entre 1867 et 1909, tout le territoire de l’Acre passa au Brésil sans livrer bataille. Les droits présumés du Brésil sur cette zone étendue remontaient au fait qu’en 1867, le président bolivien Mariano Melgarejo avait cédé des territoires péruviens au Brésil - comme s'ils lui appartenaient - et qu’il le fit à nouveau en 1889 par le traité de Petrópolis, après une longue guerre frontalière de près de 30 ans. Depuis lors le Brésil voulut s’approprier par la force les terres en question, en voulant s’étendre jusqu’au rio Purus et au rio Juruá.
Le 25 octobre 1902, la garnison péruvienne d’Amuheya repoussa un détachement brésilien qui lui demandait d’abandonner sa position. En 1903, une barque avec à bord des Péruviens du commissariat de Chandles subit des coups de feu dans la région de l’Acre. En 1904, le colonel brésilien José Ferreira arriva au rio Santa Rosa, affluent du Purús, et confisqua du caoutchouc à des extracteurs péruviens. En novembre de la même année, la garnison d’Amuheya se rendit à des forces brésiliennes supérieures après deux jours de combats. La défense militaire de la région étant considérée comme impossible, la perte péruvienne devint effective par le traité Velarde-Rio Branco de 1909 et un découpage territorial complémentaire eut lieu par le traité Polo-Sánchez Bustamante, également en 1909.

#### Construction, apogée et déclin du chemin de fer Madeira-Mamoré
La ligne ferroviaire Madeira-Mamoré, connue également comme le « chemin de fer du diable » (en portugais : Ferrovia do Diabo), car sa construction coûta la vie de près de six mille travailleurs, fut construite sous la direction de l’entrepreneur américain Percival Farquhar. La construction de la ligne commença en 1907 sous le gouvernement d’Afonso Pena et fut un des épisodes les plus significatifs de l’histoire de la colonisation de l’Amazonie, montant la claire intention d’intégrer la région dans le marché mondial par le biais de la commercialisation du caoutchouc.
Le 30 avril 1912, fut inauguré le dernier tronçon de la ligne ferroviaire. Cependant, le destin de ce chemin de fer qui fut construit dans l’objectif de transporter le caoutchouc et d’autres produits de la région amazonienne, tant de la Bolivie que du Brésil, jusqu’aux ports de l’océan Atlantique, se termina mal, à cause de la chute vertigineuse du prix du latex sur le marché mondial qui ruina le commerce du caoutchouc, de la mise en service de deux autres lignes ferroviaires (l’une construite au Chili et l’autre en Argentine) qui supplantèrent le transport de produits par le chemin de fer Madeira-Mamoré, et de la mise en service du canal de Panama le 15 août 1914.
À ces faits, s’ajoutèrent les facteurs environnementaux : la forêt amazonienne elle-même, avec sa pluviosité élevée, se chargea de détruire des tronçons entiers de la voie, des plates-formes et des ponts, rendant la maintenance de la ligne très difficile.
Le chemin de fer fut déclassé partiellement dans les années 1930 et totalement en 1972, année où fut inaugurée la route transamazonienne. Actuellement, sur les 364 km, seul un tronçon de 7 km reste en activité, exploité à des fins touristiques.

#### Apogée, raffinement et luxe

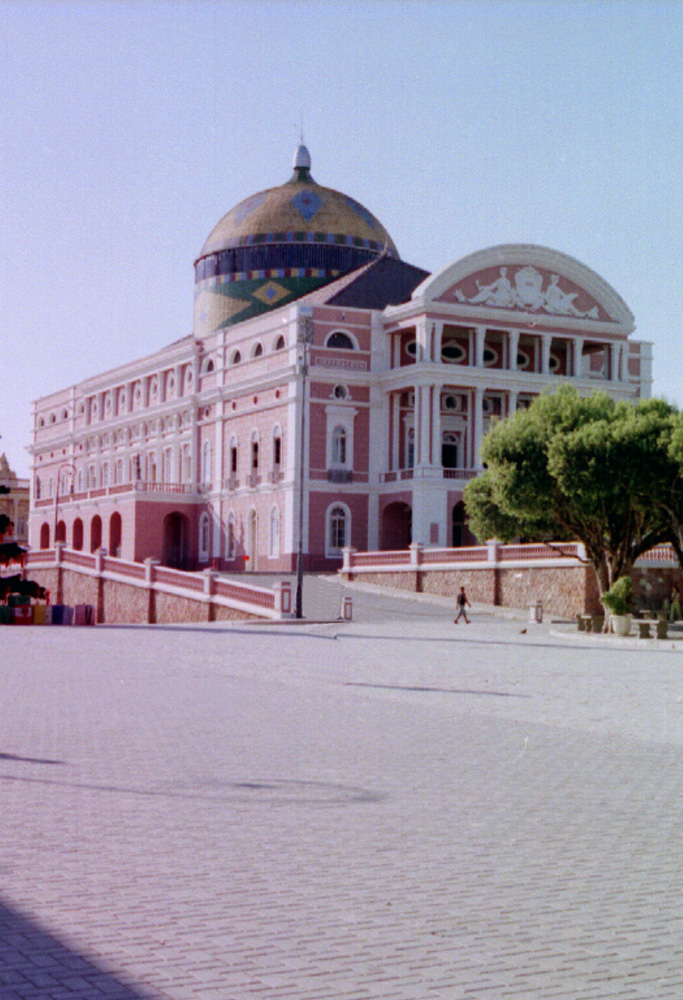
La fièvre du caoutchouc transforma les villes amazoniennes en prospères centres économiques et culturels. Le théâtre Amazonas de Manaus.

La ville brésilienne de Manaus, située dans l’État d’Amazonas, était considérée à cette époque comme la plus développée du Brésil et l’une des plus prospères du monde ; c’était la seule cité du pays équipée de l’éclairage électrique et de systèmes d’adduction d'eau et d’assainissement. Manaus vécut son apogée entre 1890 et 1920, jouissant de technologies que les villes du sud du Brésil ne possédaient pas, telles le tramway électrique, des avenues construites sur des marais asséchés, outre des édifices imposants et luxueux comme le Théâtre Amazonas, le palais du gouvernement, le marché municipal et la maison de la douane.
L’influence européenne se fit visible dans la ville de Manaus, surtout dans son architecture et dans le mode de vie, faisant du XIXe siècle la meilleure période économique vécue par la ville. La région amazonienne était à l’origine, à l’époque, de presque 40 % de toutes les exportations du Brésil. Les nouveaux riches de Manaus en firent la capitale mondiale du commerce de diamants. Grâce au caoutchouc, le revenu par tête de Manaus était deux fois supérieur à celui de la région productrice de café (São Paulo, Rio de Janeiro et Espírito Santo).

### Massacre et esclavage, conséquence de la fièvre du caoutchouc
Pendant la première fièvre du caoutchouc, les territoires amazoniens étaient habités dans leur plus grande partie par des ethnies indigènes. L’arrivée des colonisateurs à la recherche du précieux caoutchouc dans ces territoires causa un choc culturel avec les indigènes qui dans la plupart des cas déboucha sur la torture, l’esclavage et les massacres.

### Fin du monopole amazonien du caoutchouc
Quand la ligne ferroviaire Madeira-Mamoré fut achevée en 1912, il était très tard : l’Amazonie perdait déjà la primauté du monopole de production parce que les arbres à caoutchouc plantés par les Anglais en Malaisie, à Ceylan et en Afrique sub-saharienne, à partir de 1 tonne de graines sorties illégalement d’Amazonie par Sir Henry Alexander Wickham en 1876, se mirent à produire du latex avec une plus grande efficacité et productivité. En conséquence, la diminution des coûts de production se répercuta sur le prix final, ce qui leur permit de prendre le contrôle du commerce mondial du produit.
Le caoutchouc provenant d’Amazonie vit son prix devenir moins compétitif sur le marché mondial, se reflétant dans la stagnation de l’économie régionale. La crise du caoutchouc s’aggrava faute de vision entrepreneuriale et gouvernementale qui se refléta dans l’absence d’alternatives qui auraient rendu possible le développement régional, ce qui entraîna le déclin des autres villes amazoniennes.

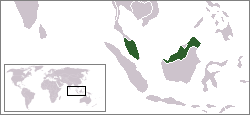
La Malaisie, qui investit dans des techniques d’extraction et des plantations d’arbres à caoutchouc, fut la principale responsable de la perte du monopole du caoutchouc de la région amazonienne.

Outre le chemin de fer Madeira-Mamoré et les villes de Porto Velho et Guajará-Mirim qui sont l’héritage de cet apogée, la crise économique à la fin de la fièvre du caoutchouc, laissa des traces profondes dans toute la région amazonienne : l’écroulement du revenu des États, un taux de chômage élevé, l’exode rural et urbain, des exploitations et des fermes complètement abandonnées et surtout l’absence totale d’espoir au sein de la population qui décida de rester dans la région.
De nombreux travailleurs des zones caoutchoutières, privés des revenus de l’extraction, s’établirent dans la banlieue de Manaus et d’autres villes à la recherche de meilleures conditions de vie. Là, faute de trouver un endroit pour vivre, ils commencèrent à partir de 1920, la construction d’une « ville flottante », que se consolida dans les années 1960.
Avant cette crise, le gouvernement central du Brésil, créa, dans le but de contrôler la crise, une institution appelée « Superintendance de défense du caoutchouc », mais elle se montra inefficace et ne réussit pas résoudre la crise ; elle fut liquidée peu de temps après sa création.
Dans les années 1930, Henry Ford, le pionnier de l’industrie automobile nord-américaine, afin de diversifier ses approvisionnements en matière première, entreprit de planter des arbres à caoutchouc en Amazonie, à l’aide de techniques de culture et de traitements spéciaux, mais cette initiative baptisée Fordlândia fut un échec car les plantations furent attaquées par une maladie fongique qui affecte les feuilles de l'hévéa.

### La seconde fièvre du caoutchouc: 1942-1945
L’Amazonie devait vivre à nouveau l’apogée du caoutchouc pendant la Seconde Guerre mondiale. Cependant, cette seconde fièvre ne dura pas longtemps. Du fait que les forces japonaises réussirent à dominer militairement le Pacifique-Sud durant les premiers mois de 1942 et qu’ils envahirent la Malaisie, le contrôle des zones caoutchoutières d’Asie passa entre les mains nipponnes, ce qui entraîna la perte par les Alliés de 97 % de la production de caoutchouc asiatique.

#### La bataille du caoutchouc
Dans le but de résoudre le problème du défaut d’approvisionnement en caoutchouc dont souffraient les forces alliées, le gouvernement brésilien conclut un accord avec le gouvernement américain (accords de Washington[Lesquels ?]), qui déclencha une opération à grande échelle d’extraction de latex en Amazonie, connue sous le nom de « bataille du caoutchouc ».
Comme les zones d’extraction étaient abandonnées, comptant seulement 35 000 travailleurs, le grand défi de Getúlio Vargas, alors président du Brésil, consista à augmenter la production annuelle de latex de 18 000 à 45 000 tonnes, comme le demandait l’accord conclu avec les Américains. Pour une telle tâche, il semblait qu’un effectif de 100 000 hommes serait nécessaire.
Le recrutement des personnes intéressées à travailler dans les zones d’extraction en 1943 fut exécuté par le « Service spécial de mobilisation des travailleurs pour l’Amazonie » (SEMTA), sis dans le Nord-Est brésilien dans la ville de Fortaleza, créé par l’« Estado Novo » d’alors. Le choix du Nord-Est pour le siège se justifiait essentiellement comme réponse à une sécheresse dévastatrice dans la région et à la crise précédente que les paysans de la région eurent à affronter.
Outre le SEMTA, le gouvernement créa dans l’intention de soutenir la « bataille du caoutchouc » la « Superintendance pour l’approvisionnement de la vallée amazonienne » (SAVA), le « Service spécial de santé publique » (SESP) et le « Service de navigation de l’Amazonie et de l’administration du port de Pará » (SNAPP). Il créa également une institution appelée « Banque de crédit du caoutchouc » transformée en 1950 en « Banque de crédit de l’Amazonie ».
L’organisme international Rubber Development Corporation (RDC), financé par des capitaux d'industriels américains, payait les frais de déplacement des migrants (appelés à cette époque les brabos). Le gouvernement des États-Unis versait au gouvernement brésilien la somme de cent dollars pour chaque travailleur arrivé en Amazonie.
Des milliers de travailleurs de diverses régions du Brésil répondirent à l’appel du président et se lancèrent dans l’aventure pour extraire le précieux latex. 54 000 travailleurs de la seule région du Nord-Est se rendirent en Amazonie, la majorité d’entre eux venant de l’État du Ceará. Pour cette raison, les nordestinos reçurent le surnom de « soldats du caoutchouc ».
À nouveau, la région connut la sensation de richesse et prospérité. L'argent se remit à circuler à Manaus, à Belém et dans les villes voisines, renforçant l'économie régionale.

#### L’équipement de base
Chaque travailleur signait un contrat avec le SEMTA qui offrait un petit salaire durant le voyage jusqu’en Amazonie. Dès leur arrivée, ils recevaient une rémunération de 60 % de tous les gains obtenus grâce au caoutchouc.[pas clair]

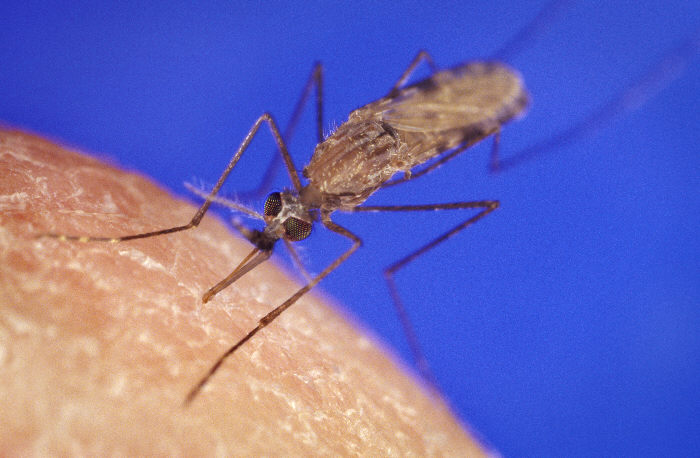
Le moustique, insecte vecteur de la malaria et la fièvre jaune, maladies qui causèrent la mort de nombreux travailleurs du caoutchouc.

Le trousseau de base que recevait chaque travailleur à la signature du contrat consistait en :
- un jeans ;
- une chemise de calicot blanc ;
- un chapeau de paille ;
- une paire d’espadrilles en crin de cheval ;
- une corbeille ;
- une assiette ;
- des couverts ;
- un hamac ;
- une cartouche de cigarettes Colomy ;
- un sac à dos.

Après avoir été recrutés, les travailleurs étaient logés dans un bâtiment construit à cette fin, sous une stricte surveillance militaire pour être ensuite embarqués à destination de l’Amazonas dans un voyage qui pouvait durer de deux à trois mois.

### Un chemin sans retour
Pour beaucoup de travailleurs provenant du Nord-Est et d’autres régions du Brésil, cette aventure était un chemin sans retour. Environ 30 000 travailleurs du caoutchouc sont morts abandonnés en Amazonie après avoir épuisé toutes leurs forces à extraire l’« or blanc ». Ils mouraient de malaria, de fièvre jaune, d’hépatite ou agressés par des animaux tels que jaguars, serpents et scorpions. Le gouvernement brésilien ne tint pas sa promesse de transporter les « soldats du caoutchouc » de retour vers leurs régions d’origine à la fin de la guerre ; seulement 6 000 hommes environ réussirent à revenir (par leurs propres moyens). Les travailleurs survivants de cette bataille sont reconnus comme des héros nationaux dans tout le Brésil à l’égal des forces brésiliennes qui participèrent à la Seconde Guerre mondiale.

## La fièvre du caoutchouc au Pérou
En 1885, commença l’époque de l’apogée du caoutchouc (bien que son exploitation se poursuivait déjà depuis un certain temps), produit dont l’exportation augmenta année après année jusqu’en 1907, année où l’on enregistra 3 029 tonnes métriques. Cette abondance ne devait plus se répéter. Iquitos connut pendant ces années un apogée et une prospérité quelle n’avait jamais eu, abondance qui toucha aussi d’autres villes comme Tarapoto, Moyobamba et Lamas. Les patrons gaspillaient l’argent qu’ils avaient gagné et construisaient de luxueuses habitations pour lesquelles ils importaient des matériaux d’Allemagne et d’autres pays d’Europe. La mode européenne s’imposa et les seringueiros s’habillaient avec les meilleurs tissus et buvaient les plus fines liqueurs. Beaucoup des constructions qui subsistent encore à Iquitos témoignent de l’éphémère période d’abondance et de fortunes improvisées, qui, en fin de compte, s’évanouirent avec la même facilité avec laquelle elles s’étaient formées, au prix de tant de vies, d’abus et de sacrifices.
La fièvre du caoutchouc au Pérou, est teintée de sang et de poudre, de gloire et d’abus, l’histoire du caoutchouc dans l’Est du Pérou configura le territoire actuel et ouvrit les yeux de l’administration des gouvernements d’alors, qui donnaient peu ou rien pour ces immenses régions vertes. Cette époque est postérieure aux expéditions que conduisirent les conquistadors à trouver le mythique Eldorado ou un Païtiti qui recélaient d’incalculables trésors ; elle est également postérieure à l’élan évangélisateur des missionnaires qui s’engagèrent dans l’Amazonie pour fonder des centres de population et « civiliser » les « sauvages ». L’explorateur qui pénétra dans la forêt pour extraire le caoutchouc vers la fin du XIXe siècle le fit avec une imagination libre de cités utopiques couvertes d’or, et sans s’encombrer d’une Bible pour justifier ses entreprises.

### Lesseringueiros
Le seringueiro péruvien fut non seulement un entrepreneur qui se consacrait à l’extraction du latex, mais aussi l’équivalent d’un mineur de la frontière américaine, une sorte d'homme de loi dans une terre sans lois et souvent le défenseur de la souveraineté et de l’intégrité territoriale face aux aspirations expansionnistes des voisins brésiliens, colombiens et équatoriens. En fait, les prétentions brésiliennes étaient connues, sachant que l’empire du Brésil d’alors considérait qu’il ne serait une puissance mondiale que s’il obtenait un accès au Pacifique.
Iquitos, fondée en 1757, par les Jésuites et érigée en capitale du département de Loreto par le maréchal péruvien Ramón Castilla en 1864, fut le centre caoutchoutier de la forêt péruvienne et le premier port fluvial sur le rio Amazonas péruvien. De là, une route commerciale reliait Manaus, au Brésil. À partir de 1880, à l’apogée du caoutchouc, la ville commença son expansion. Elle comptait des colonies portugaises, espagnoles, juives (dont Isaac Edery Fimat), chinoises, et avait neuf consulats à cette époque. Iquitos jouit d’années dorées au cours desquelles la richesse qu’apportait l’« or blanc » laissa des marques de splendeur dans les demeures et édifices de style morisque, comme la Casa de Fierro, dessinée par l’ingénieur Gustave Eiffel.
La demande du caoutchouc à la fin du XIXe siècle déclencha une sorte de « fièvre du caoutchouc », semblable à celle de l’or quelques décennies auparavant aux États-Unis et au Canada. Colombiens, Équatoriens, et surtout Brésiliens, s’installèrent dans les confins amazoniens inconnus et se partagèrent un territoire sans présence étatique.
Au début de cette étape, en 1886, le préfet José Reyes Guerra, originaire de Moyobamba, rédigea un rapport que préfigurait le sombre avenir de l’exploitation de cette ressource :

« ...les grands bénéfices qu’apportera le caoutchouc se verront assombris par d’importantes déconvenues à moins que l’État prenne des mesures... »

— Rapport du préfet José Reyes Guerra au gouvernement péruvien, #GGC11C
À une époque, les principales maisons exportatrices étaient celles de Julio C. Arana, Luis Felipe Morey et Cecilio Hernández, bien qu’il y eut de nombreux seringueiros mineurs non moins importants. Arana fut le plus grand propriétaire de domaines caoutchoutiers et de colonies du Putumayo, la Casa Arana se transforma en Peruvian Amazon Company avec siège à Londres et actions cotées en bourse. En 1909, elle délogea les seringueiros colombiens et prit le contrôle non seulement du territoire compris entre le río Caquetá et le río Putumayo (anciennes limites du Pérou), mais aussi de la main d’œuvre indigène de toute la région.
Sous le mandat préfectoral de Pedro Portillo (1901-1904), sont votées des lois qui grevèrent les importations et tentèrent de donner une meilleure distribution aux impôts dérivés de l’exportation de la gomme, en fonction de sa qualité. Restèrent libres d’impôts des produits tels que le beurre, le sucre et la farine, ainsi que certains équipements et machines agricoles. Ainsi, la brillante douane d’Iquitos augmenta notablement ses recettes et Loreto se hissa économiquement au niveau du reste du pays.
Dans un certain sens, le seringueiro fut un conquistador moderne, un explorateur qui - sans Bible ni Eldorado ni Païtiti - gouverna une terre indomptée, découvrit en elle un inconnu attirant et la transforma en une région attrayante qui offre encore de nos jours d’infinies possibilités et richesses sous diverses formes.

#### Force de travail

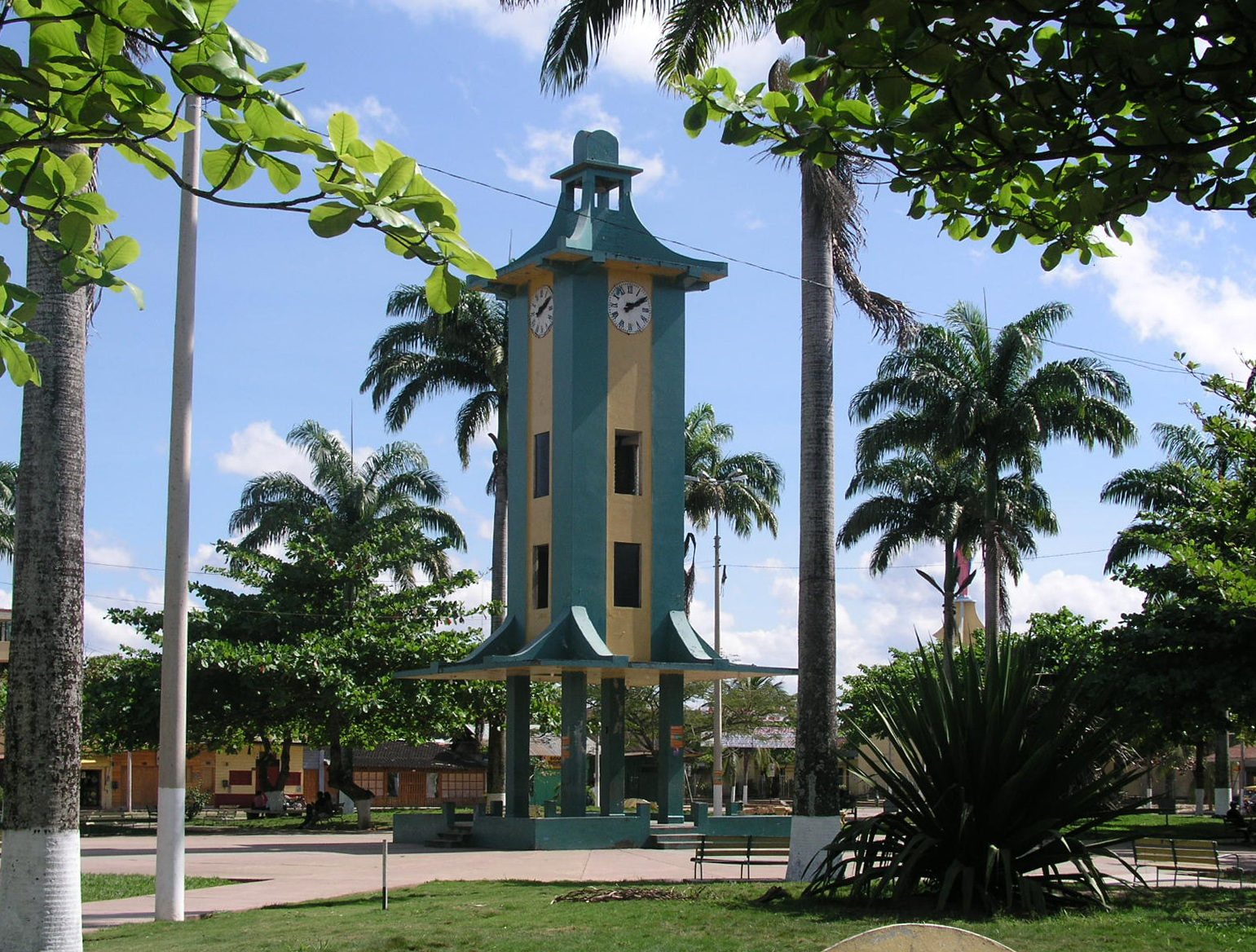
La place d’Armes de Puerto Maldonado.

Les Indiens indigènes de l’Amazonie étaient divisés - selon l’ethnocentrisme du colon - en deux groupes : les baptisés ou « civilisés » et les « sauvages ». Ils étaient recrutés de force (c'est-à-dire chassés dans les profondeurs de la forêt) et obligés de livrer un certain nombre d’arrobes de gomme par mois sous peine de tortures, mutilations, meurtres. En vertu de telles considérations, dans certains cas les seringueiros arrachèrent à leurs terres les indigènes les plus soumis et les transférèrent dans leurs colonies de production.
Le système de contrôle de la main d’œuvre était cruel et injuste : le patron soumettait les indigènes et les obligeait à travailler dans des conditions d’esclavage. Dans chaque baraque de travail, il y avait un contremaître et, sous ses ordres, un groupe d’hommes armés qui maintenaient l’ordre dans la baraque et poursuivaient, châtiaient ou neutralisaient toute tentative de rébellion ou d’évasion. Dans ces « armées », existait une figure particulière, celle des « muchachos », jeunes indigènes élevés par les patrons qui exerçaient un rôle très important de contrôle, vu qu’ils étaient armés et maîtrisaient les langues et usages des indigènes.
Un autre aspect de l’époque du caoutchouc fut le déplacement des indigènes, extraits de leurs terres et conduits à cohabiter avec d’autres ethnies, parfois rivales entre elles. Dans le seul bassin du Putumayo, durant la première décennie du XXe siècle, sont morts 40 000 Amérindiens sur les 50 000 qui y vivaient auparavant.

#### Migration interne et colonisation
Cependant, l’exploitation du caoutchouc entraîna une autre conséquence insoupçonnée jusqu’alors : la migration interne et la colonisation de différentes zones de montagne dans lesquelles peu s’étaient aventurée avant. Avec l’extraction de la gomme, il fut nécessaire de créer des zones agricoles pour approvisionner les établissements. Le gouvernement, favorisa cette migration et pourvut en partie aux frais de transport, de manutention et de semences pour ceux qui se trouvèrent dans les zones concernées. Les Péruviens furent plus nombreux que les immigrants étrangers, et provenaient principalement de Rioja, Chachapoyas, Moyobamba, Tarapoto et Cajamarca.

### Personnalités liées au caoutchouc
Julio César Arana (en) (1864-1952), originaire de Rioja, dans le Nord-Est et Carlos Fermín Fitzcarrald (1862-1897), originaire de San Luis, dans le Centre, furent de grands entrepreneurs de l’exploitation du caoutchouc et, à cette fin, de terribles chasseurs, esclavagistes, tortionnaires et meurtriers pour les populations indigènes. Les lois n’étaient pas rigoureuses et permettaient l’entrée de seringueiros boliviens et brésiliens dans le département de Madre de Dios au Pérou. Les Boliviens, par exemple, pénétraient entre le río Beni et le río Mamoré, mais en période de moindre inondation ils arrivaient jusqu’au río Madre de Dios. Jusqu’en 1880, un seringueiro influent était le Bolivien Nicolás Suárez, associé un moment à Fitzcarrald, qui posséda jusqu’à 16 millions d’acres et 10 000 ouvriers entre 1880 et 1910.
Dans le Sud-Est péruvien, les grandes boules de caoutchouc se transportaient par voie fluviale et ensuite par voie de terre jusqu’au tronçon ferroviaire de Sandía dans le Puno, suivant un chemin muletier qui allait jusqu’à Marcapata. De Tirapa au Tambopata et de Sandía à Marcapata, il y eut un trafic dense de produits liés à l’activité caoutchoutière.
Fitzcarrald voulut innover dans l’extraction du caoutchouc en se servant des varaderos et raccourcis en ligne droite. Cela nécessitait de prendre depuis le río Ucayali jusqu’au río Manu, affluent du Madre de Dios, un petit bateau à vapeur. Entre le río Serjalí (affluent du río Misahua) et le río Cashpajali (affluent du Manu), il existait des collines argileuses. La petite embarcation Contamana fut désarmée par Fitzcarrald pour la mettre sur le Cashpajali, dont elle suivit le courant vers l’aval jusqu’au Madre de Dios. Ce fut le premier bateau à vapeur à circuler sur le bassin. Plus tard le Bolivien Suárez racheta la Contamana.
Fitzcarrald, qui donna une impulsion à la bourgade fluviale de Puerto Maldonado jusqu’à en faire une agglomération prospère, est mort en 1897 alors qu’il explorait le Ucayali.
À partir du 22 avril 1901, avec la Junta de Vías Fluviales pour le sud de l’Amazonie péruvienne et le Commissariat du Madre de Dios et Acre, commença le recensement des seringueiros et la concession légitime de peuplements d’arbres à caoutchouc.

### Caoutchouc et noix du Brésil
L’activité caoutchoutière prit une autre tournure avec l’arrivée de grands capitaux américains et anglais. La société Inca Rubber Company, de propriété américaine, choisit le port de Mollendo pour ses exportations à partir de 1906. Après un parcours fluvial sur le río Tambopata, la voie de sortie du caoutchouc était le chemin de Tirapata et ensuite le chemin de fer d’Arequipa à Mollendo. Les grandes entreprises acheteuses imposaient leurs prix et faisaient des distinctions entre les diverses qualités de gomme. Rapidement l’activité extractive perdit le côté aventureux et d’enrichissement rapide qu’elle avait autrefois. Au début de la Première Guerre mondiale, se manifesta l’intérêt des pays européens pour l’achat massif de produits alimentaires de facile conservation. La région de Madre de Dios fut un grand fournisseur de noix du Brésil qui étaient réputées sur le marché international. Jusqu’en 1914, Manaus, sur le Rio Negro, au Brésil, fut le principal port de sortie des noix du Brésil de Madre de Dios, via le chemin de fer Madeira-Mamoré.

### Isthme de Fitzcarrald
La découverte de grands peuplements d'arbres à caoutchouc et de jebe dans le territoire de l'actuelle région de Madre de Dios, au Pérou, en particulier entre les ríos Manu et Tahuamanu, Las Piedras et Los Amigos, focalisa l'attention des seringueiros sur cette zone. Les voyages d'exploration se succédèrent, dont ceux du colonel Faustino Maldonado, qui mourut étouffé en 1861, et le préfet du Cusco, Baltasar de la Torre, également mort tragiquement en 1873, au cours d'une expédition sur le río Madre de Dios.
L'accès à la région était, cependant, difficile, et plus encore le transport des produits vers les marchés européens. Le chemin jusqu'au Cusco ou vers Arequipa était excessivement long et personne n'avait encore découvert l'itinéraire par le río Madre de Dios jusqu'au Madeira et au río Negro, pour atteindre le port de Manaus et de là l'océan Atlantique en descendant le fleuve Amazone.
La base des seringueiros péruviens se trouvait à Iquitos, il était de fait de la plus haute importance d'établir une liaison praticable qui fasse communiquer les départements de Loreto et de Madre de Dios. Une partie de ce trajet pouvait se faire par voie fluviale, en entrant par l'Ucayali jusqu'à sa naissance à la confluence du río Tambo et du río Urubamba. À partir de là, toutefois, l'itinéraire devenait plus problématique, aucun passage de certains affluents de l'Urubamba, à des affluents du Purús ou du Madre de Dios n'avait été découvert, et la route n'était pas viable à l'époque.
Dans ces circonstances, Carlos Fermín Fitzcarrald, le plus important seringueiro péruvien, entreprit la recherche du passage (varadero) qui servirait de communication entre ces deux bassins. Son projet était d'unifier ce vaste et riche secteur de la forêt, exposé aux incursions de seringueiros boliviens et brésiliens - qui envisagèrent même le projet de créer une République de l'Acre -, avec la partie nord, déjà intensément parcourue par des commerçants et voyageurs péruviens.
Le varadero est le chemin terrestre qui relie deux rivières dont les cours sont parallèles, ou deux points d'une même rivière dont le cours prend la forme d'un « U ». Le varadero se trouve, bien sûr, en cherchant le tronçon le plus court entre les cours d'eau et est un moyen plus pratique, qui faisait économiser de nombreuses heures de transport. Si le varadero est court, l'homme de la forêt transporte son canoë avec lui, sinon, il transborde le chargement. Son importance fut grande pendant ladite époque du caoutchouc, durant laquelle ils furent intensément utilisés.
Fitzcarrald se lança à la recherche de l'isthme tant désiré en 1891. Outre l'intérêt de relier Iquitos, il avait pour objectif d'établir de meilleures relations commerciales avec les entrepreneurs brésiliens et éventuellement d'exporter par ce territoire, sans avoir à passer sous le contrôle d'Iquitos, le caoutchouc qu'il extrayait de l'Ucayali et celui qu'il pourrait extraire du Madre de Dios. En tous cas, il est certain que Fitzcarrald mobilisa des centaines d'indigènes pour localiser le varadero, dont il avait eu de vagues informations transmises par des indigènes piros et campas. À propos de ces derniers, selon l'avis de Fitzcarrald, pendant les plus de dix années au cours desquelles il se perdit dans la forêt, il aurait résidé parmi eux et réalisé de grandes prédications.
La recherche de Fitzcarrald, est marquée par la démesure et la soudaineté. Soudaine et démesurée fut sa richesse, et la maison qu'il fit construire, en 1892, au confluent de l'Ucayali et du Mishagua a aussi ces caractéristiques. Cette demeure, destinée à être son centre d'exploitations, avait trois étages et vingt-cinq pièces et fut construite en bois de cèdre. Des jardiniers chinois étaient chargés du jardin. Elle possédait un magasin dans lequel une grande variété de marchandises était disponible et près d'elles s'agglutinèrent d'autres maisons de seringueiros jusqu'à former une petite agglomération.
De Mishagua, Fitzcarrald partit vers Urubamba. En août 1893, et prenant la tête d'une flottille de canoës montés par des centaines d'Indiens, il entra dans le río Camisea et à un certain point gravit une petite élévation et atteignit une autre rivière. Il fit construire un radeau et parvint jusqu'au Manu, qu'il crut identifier comme un affluent du Purús, alors qu'il l'était du Madre de Dios. À son retour, il emprunta un autre itinéraire plus court et parcourut le varadero connu aujourd'hui sous le nom d'isthme de Fitzcarrald, soit les onze kilomètres environ qui séparent le Serjali, affluent du Mishagua, du Caspajali affluent du Manu.

### Conséquences
Dans les années qui ont suivi la « fièvre du caoutchouc », s’amorça un déclin de la production du caoutchouc, tant en quantité qu’en valeur, à cause de la forte concurrence des colonies anglaises et néerlandaises d’Asie. En effet, le caoutchouc avait été acclimaté avec succès dans ces colonies asiatiques, où il était cultivé dans des plantations qui, en outre, disposaient en propre de routes, de chemins de fer et d’une main d’œuvre bon marché.
À la fin de cette étape mouvementée de l’histoire du Pérou et face à l’incapacité de l’appareil étatique de contrôler la situation des seringueiros et des indigènes et les incursions des milices étrangères dans le territoire national, le Gouvernement fut conduit à céder peu à peu de vastes étendues, évitant ainsi d’engager des conflits belliqueux qui auraient eu des résultats désastreux pour le Pérou. Ainsi, le Brésil obtint près de 170 000 km2 en vertu du traité Velarde-Rio Branco ; la Bolivie, plus de 90 000 km2 par le traité Polo-Bustamante, la Colombie obtenait en 1928, par le Traité Salomón-Lozano (resté secret pendant cinq ans jusqu’à sa ratification), un accès souverain à l’Amazone et le territoire connu sous le nom de Trapèze amazonien compris entre les ríos Caquetá et Putumayo, qui au total couvre 114 000 km2.